# L'Hôtel des Roches Noires à Trouville
L'Hôtel des Roches Noires, à Trouville è un olio su tela di 81×58 cm realizzato nel 1870 da Claude Monet, attualmente conservato a Parigi nel Musée d'Orsay.

## Descrizione e stile
Subito dopo il matrimonio con Camille, Monet soggiorna per qualche tempo con la moglie e il figlio a Trouville, località della costa settentrionale che, con la gemella Deauville, era divenuta negli anni Sessanta meta di villeggiatura marina. La cittadina era abitata in prevalenza durante l'estate ed era ricca di alberghi, stabilimenti balneari e case da gioco: come osserva Robert Herbert, Trouville e Deauville sono la faccia moderna della costa normanna; nate per scopi turistici non posseggono, a differenza di Étretat o Sainte-Adresse, il sapore più genuino dei paesi di pescatori divenuti col tempo anche località di vacanza. La popolazione è quindi simile a quella dipinta da Monet alla Grenouillère: gente di città in cerca di divertimento. Ed è prevalentemente a costoro che Monet dedica la sua attenzione nel corso di questa campagna pittorica: i quadri di Trouville rappresentano le terrazze dei grandi alberghi sul lungomare, come l'appena costruito ed elegante Hôtel des Roches Noires, o le spiagge affollate; di quest'ultimo gruppo è spesso protagonista Camille.

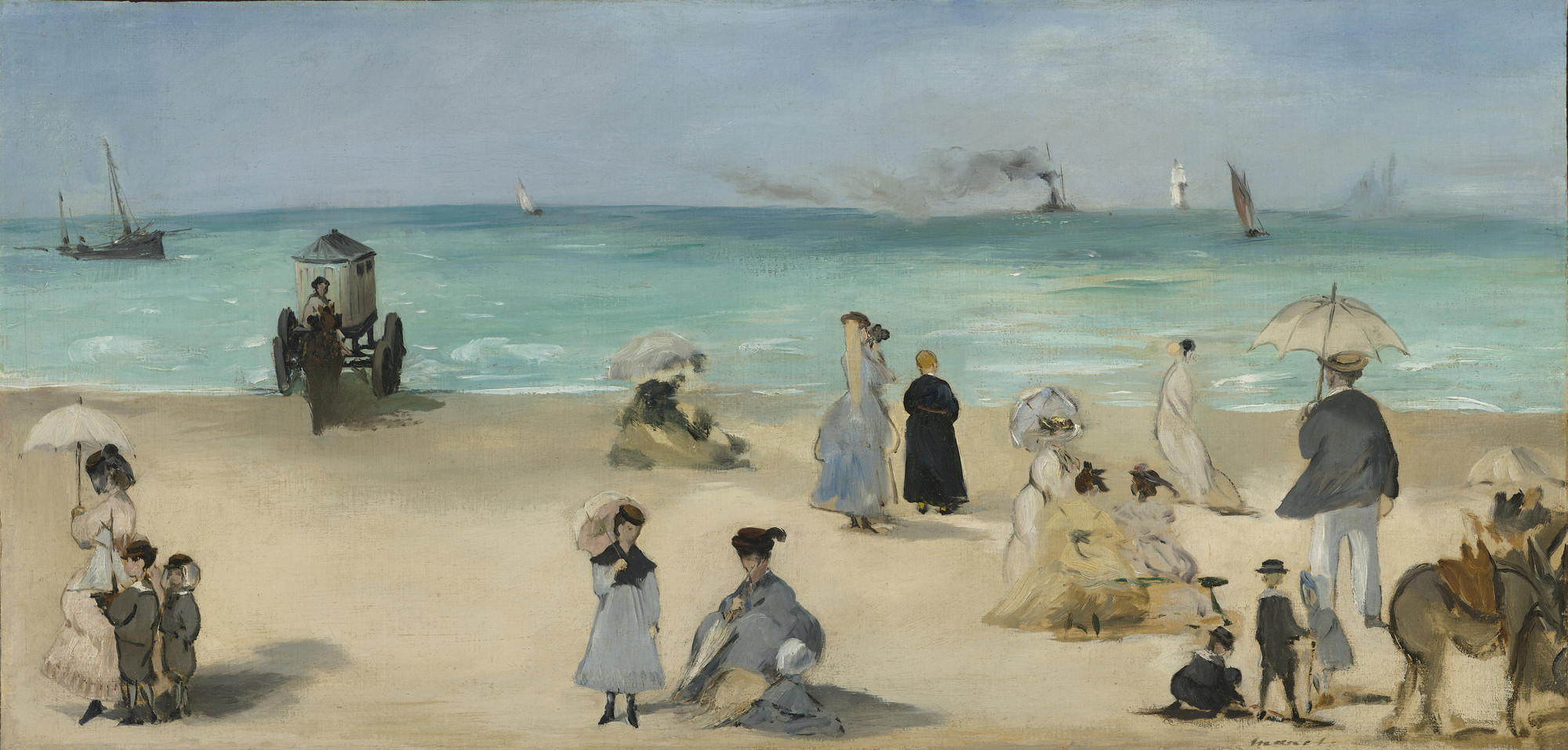
Édouard Manet, Sulla spiaggia a Boulogne (1869); olio su tela, 32×65 cm, Virginia Museum of Fine Arts, Richmond (Virginia).

I dipinti realizzati da Monet a Trouville presentano tratti stilistici comuni: sono di formato non grande, eseguiti con una pennellata ampia e sintetica, indizio della rapidità di esecuzione, e mostrano grande attenzione alla luce; caratteri siffatti fanno pensare che essi siano stati eseguiti in larga parte all'aria aperta. Monet adotta tagli compositivi audaci che ricordano quelli della fotografia contemporanea: nel quadro qui illustrato, ad esempio, l'artista situa il pennone della bandiera in primo piano lungo il margine sinistro. Tali aspetti sembrano volti a sottolineare da una parte il carattere moderno, informale, antitradizionale della rappresentazione, e dall'altra la spontaneità della reazione dell'artista di fronte alla luce della natura e allo spettacolo variegato e scintillante dei riti sociali di un gruppo di persone eleganti e spensierate.
Nell'appena precedente Sur la plage à Boulogne - che fa parte di un piccolo gruppo di opere eseguite nell'estate del 1869 in quella località - Édouard Manet affronta un tema analogo a quello di Monet: riguardo a questo dipinto, la critica fa spesso riferimento alla notizia (riferita da Adolphe Tabarant) che l'opera fosse stata eseguita all'aria aperta mentre l'artista era attorniato dai curiosi. La condotta generale del quadro sembra tuttavia dimostrare il contrario: furono invece realizzati presumibilmente sul motivo i disegni preparatori di alcuni particolari della composizione. Come avviene sovente, Manet accentua il carattere artificiale della scena tramite la composizione dispersa, il gioco d'ombre incongruo, gli scarti dimensionali, un aspetto quest'ultimo particolarmente evidente nel signore ben vestito con il parasole, visto di spalle, fuori scala rispetto alle altre figure. Il paragone fra i due dipinti qui illustrati rende ancora una volta manifesta la differenza tra Manet e Monet nell'avvicinarsi agli stessi temi di vita moderna.